# 大陸會議總統
議會期間之合眾國總統（英語：president of the United States in Congress Assembled），非官方稱謂為大陸議會總統（president of the Continental Congress），後稱邦聯議會總統（president of the Congress of the Confederation），是大陸會議的主持人。大陸會議是美國獨立戰爭期間在費城召開的代表大會，也是美國的第一個臨時政府。「總統」也是由其他代表選出的國會議員，在議期間擔任議事中立的主持人。本職位最初的設計為一個禮儀性職位，沒什麼影響力，與後來的美國總統職位無關。
1781年3月，隨著《邦聯和永久聯合條例》獲得批准，美國誕生出第一部憲法，大陸會議正式更名為邦聯議會。第二屆大陸會議的成員，連同及其總統，資格都是無間斷地延續自第一屆邦聯大會。
1774年9月至1788年11月期間，曾擔任國會總統的共有14名男性，出身自最初成立的13個州中的9個：維吉尼亞州（3名）、麻薩諸塞州（2名）、賓夕法尼亞州（2名）、南卡羅來納州（2名）、康乃狄克州（1名）、德拉瓦州（1名）、馬里蘭州（1名）、紐澤西州（1名）和紐約州（1名）。

## 角色
大陸會議總統的權力就其設計而言相當有限。大陸會議，基於擔心政治權力往個人身上集中，賦予其總統的職責甚至不如十三殖民地政府議會下院議長。與若干殖民地議長不同的是，大陸會議總統無權制訂立法議程，或任命委員會成員。總統不能私下會見外國領導，此類會面只能由委員會甚或整個大陸會議進行。
此總統大致上是個禮儀性的職位。無薪。主要職責是主持國會，即在辯論中充當公道伯。當國會成立全體委員會討論要事時，總統即將權責移交給全體委員會主席。雖說如此，湯瑪斯·馬肯總統同時擔任賓州首席大法官還是引發若干批評，認為他權力過大。據歷史學家Jennings Sanders所言，批評馬肯的人忽略掉這個總統職位其實什麼都不是。
總統也負責處理大量的官方信函，但未得國會指示不得回函。總統也簽署國會官方文件，但不得自撰。這些限制可能會令人覺得綁手綁腳，等於是當上總統後的實質影響力反而下降。
歷史學家理查德·布蘭登·莫里斯認為，儘管總統只具禮儀性質，但某些總統仍能夠發揮一定的影響力：
欠缺具體授權或明確的方針，總統可影響事態發展方向，制訂國會議程，並敦促國會朝其所認為合適的方向推進。這在很大程度上取決於在職總統，及其是否準備好去善用其職位所提供的特殊機會。
國會及其總統的重要性在《邦聯條例》批准和獨立戰爭結束後下降。越來越多的當選代表拒絕就任，各州領導人更想在自家州府中任職，國會難以達到法定人數。約翰·漢森總統上任僅一周後就想走人，但國會少於法定人數，不足以選出繼任者，他只好勉為其難。湯瑪斯·密夫林總統發現難以說服各州派出足夠的代表到國會批准1783年的《巴黎條約》。1784年中有六個星期，理查德·亨利·李總統缺席國會，要秘書查爾斯·湯姆森把需要簽署的文件轉給他。
約翰·漢考克1785年11月當選連任，儘管他人不在國會，而國會也知道他不大可能出席。他從未就職，理由是健康狀況，可能對這個職位不感興趣。大衛·拉姆齊和納撒尼爾·戈罕兩位代表以“主席”頭銜代行其職責。當漢考克最終在1786年6月辭職時，戈罕當選。他於1786年11月辭職後，國會又過了幾個月才有足夠的議員來選舉新總統。1787年2月，阿瑟·聖克萊將軍當選。國會在聖克萊總統任期間通過了《西北土地法令》並選舉他為西北領地總督。
各州人民開始就擬議中的美國憲法1787年下半年廣泛辯論後，邦聯國會自覺淪為看守政府。在1788年1月22日之前，出席會議的代表人數都不足以選出克萊爾的繼任者。當天由末任總統席勒斯·格里芬當選。1788年11 15日，在只剩兩名代表出席新會期後，格里芬總統辭職。

## 任期
在條例批准前，國會總統無固定任期。其任期以辭職結束，或者，未正式請辭，結束於國會選出繼任者時。1774年9月，當選為首任總統的Peyton Randolph因健康不佳而無法出席議期最後數日，因此選出亨利·米德頓接替。當第二屆大陸會議於隔年5月召開時，Randolph再次被選為總統，但兩週後他返回維吉尼亞州主持市民院。約翰·漢考克當選以填補空缺，但他的職位有些模糊不清，因為不清楚Randolph算是辭職還是休假。情況在Randolph於1775年9月回到國會時變得緊張。一些代表認為漢考克應下台，但他不幹，直到Randolph於同年10月驟逝才算解決。
漢考克任期的終結束也籠罩陰影。他於1777年10月離開，自以為是延長休假，但回來後才發現國會已選舉亨利·勞倫斯接替。漢考克的任期從1775年5月24日至1777年10月29日，為期兩年五個月，是任期最長的國會總統。
總統任期最終由《邦聯條例》第九條規定，該條授權國會「任命其中的一人主持會議。但任何人於三年中不得擔任總統職務超過一年」。但當《邦聯條例》於1781年3月生效時，大陸會議並未根據新憲選出新總統。反之，是由山繆·亨廷頓繼續延續已經超出新設任期限制的任期。首位擔任法定一年任期總統的是John Hanson（1781年11月5日至1782年11月4日）。

## 總統名單
十四名擔任過大陸議會總統的男性之任期與背景：
| 肖像             | 姓名                           | 出身       | 任期                            | 長度     | 之前職務                     |
| ---------------- | ------------------------------ | ---------- | ------------------------------- | -------- | ---------------------------- |
| Peyton Randolph  | Peyton Randolph （1721–1775）  | 維吉尼亞   | 1774年9月5日 – 1774年10月22日   | 47天     | 維吉尼亞市民院議長           |
| Henry Middleton  | Henry Middleton （1717–1784）  | 南卡羅萊納 | 1774年10月22日 – 1774年10月26日 | 4天      | 南卡羅萊納下院議長           |
| Peyton Randolph  | Peyton Randolph （1721–1775）  | 維吉尼亞   | 1774年5月10日 – 1774年5月24日   | 14天     | 維吉尼亞市民院議長           |
| 約翰·漢考克      | 約翰·漢考克 （1737–1793）      | 麻薩諸塞   | 1774年5月24日 – 1777年10月29日  | 2岁158天 | 麻薩諸塞省議會總統           |
| Henry Laurens    | Henry Laurens （1724–1792）    | 南卡羅萊納 | 1777年11月1日 – 1778年12月9日   | 1岁38天  | 南卡羅萊納省議會總統、副總統 |
| 約翰·傑伊        | 約翰·傑伊 （1745–1829）        | 紐約州     | 1778年12月10日 – 1779年9月28日  | 292天    | 紐約州最高法院首席大法官     |
| 山繆·杭廷頓      | 山繆·杭廷頓 （1731–1796）      | 康乃狄克   | 1779年9月28日 – 1781年7月10日   | 1岁285天 | 康乃狄克高等法院助理法官     |
| Thomas McKean    | Thomas McKean （1734–1817）    | 德拉瓦     | 1781年7月10日 – 1781年11月5日   | 118天    | 賓州最高法院首席大法官       |
| 約翰·漢森        | 約翰·漢森 （1721–1783）        | 馬里蘭     | 1781年11月5日 – 1782年11月4日   | 364天    | 馬里蘭州眾議院               |
| Elias Boudinot   | Elias Boudinot （1740–1821）   | 紐澤西     | 1782年11月4日 – 1783年11月3日   | 364天    | 大陸軍獄政專員               |
| 湯瑪斯·密夫林    | 湯瑪斯·密夫林 （1744–1800）    | 賓夕法尼亞 | 1783年11月3日 – 1784年6月3日    | 213天    | 戰爭部大陸軍軍需官           |
| 理查·亨利·李     | 理查·亨利·李 （1732–1794）     | 維吉尼亞   | 1784年11月30日 – 1785年11月4日  | 339天    | 維吉尼亞市民院               |
| 約翰·漢考克      | 約翰·漢考克 （1737–1793）      | 麻薩諸塞   | 1785年11月23日 – 1786年6月5日   | 194天    | 麻薩諸塞州長                 |
| Nathaniel Gorham | Nathaniel Gorham （1738–1796） | 麻薩諸塞   | 1786年6月6日 – 1787年2月2日     | 241天    | 戰爭部                       |
| 阿瑟·聖克萊      | 阿瑟·聖克萊 （1737–1818）      | 賓夕法尼亞 | 1787年2月2日 – 1787年11月4日    | 275天    | 大陸軍少將                   |
| Cyrus Griffin    | Cyrus Griffin （1748–1810）    | Virginia   | 1788年1月22日 – 178811月2日     | 298天    | 維吉尼亞上訴院法官           |

## 與美利堅合眾國總統的關係
除了頭銜名稱相似之外，國會總統與後來的美國總統一職「全無關聯」。正如歷史學家Edmund Burnett所寫：
美國總統怎麼說都不是舊國會的總統繼承者。國會總統幾乎完全是主持會議的官員，幾無絲毫行政或管理職能。而美國總統幾乎是徹頭徹尾行政官員，毫無主持會議的職責。除社會和外交地位相似之外，這兩個職位只有頭銜相同。
儘管如此，大陸會議和美國國會的歷任總統有時仍被聲稱是在喬治·華盛頓之前的總統，彷彿是兩個同等職位。根據《國情咨文》，大陸會議和國會的連續性，「美國首任總統」可以有多種說法。包括第一屆大陸會議的總統Peyton Randolph、簽署《獨立宣言》時的總統約翰·漢考克、條例批准和生效時的總統山繆·杭廷頓、據條例當選的首任總統Thomas McKean，以及據條例規定任期一年的首任總統約翰·漢森。漢森的孫子發起了尊漢森為“美國第一任總統”的運動，並成功地將漢森的雕像安置進美國國會大廈的雕像大廳。根據歷史學家Gregory Stiverson的說法，漢森並不是革命時期馬里蘭州最重要的領導人之一。大概就是因為這場運動，漢森仍然經常被將信將疑地列為條例中的第一任總統。
大陸會議總統的職能可能更近似於副總統身為美國參議院議長時的憲法職責。

## 徽章

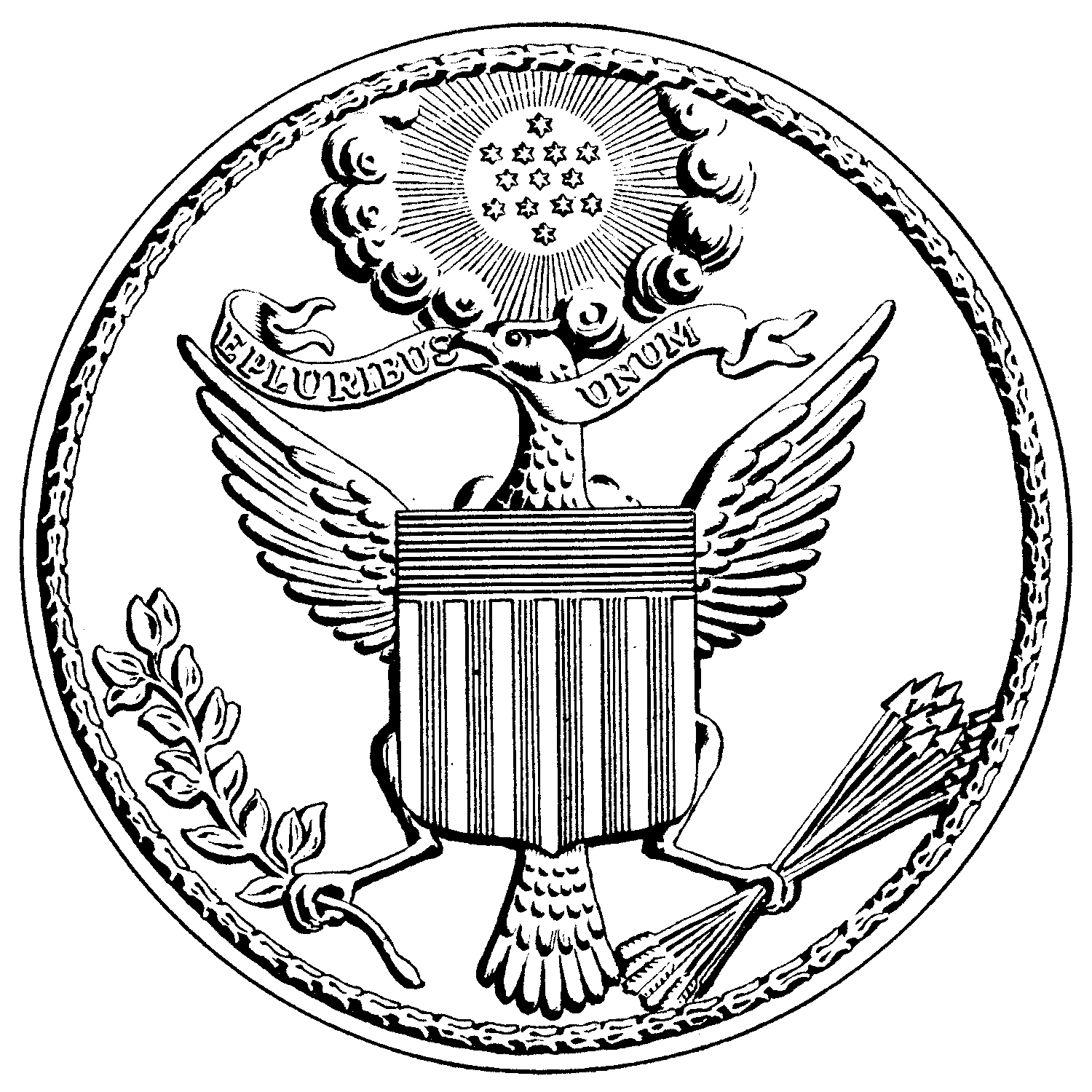
1782年美國國璽原件圖

美國國徽第一枚模具剛問世後不久，邦聯國會便訂購了一枚較小的印信供國會總統使用。印信呈小橢圓形，中有國璽上的紋章（環繞著雲朵的十三顆星辰光芒四射），上鑴格言「合眾為一」。Benson John Lossing聲稱1782年後的歷任國會總統都用過這枚印信，可能是為了封箴國會寄出的信件，但目前只有Thomas Mifflin的印信樣本記錄在案。1789年，印信的使用權並未移交給新政府。

### Works cited
- Burnett, Edmund Cody. . New York City, New York: Norton. 1941. OCLC 1467233.
- Ellis, Richard J. . Lanham, Maryland: Rowman & Littlefield. 1999. ISBN 0-8476-9499-2. OCLC 40856998.
- Fowler, William M. Jr. . Boston: Houghton Mifflin. 1980. ISBN 0-395-27619-5. OCLC 5493800.
- Jillson, Calvin C.; Wilson, Rick K. . Palo Alto, California: Stanford University Press. 1994. ISBN 0-8047-2293-5. OCLC 28963682.
- Morris, Richard B. . New York City, New York: Harper & Row. 1987. ISBN 978-0060157333. OCLC 1005621076.
- Sanders, Jennings Bryans. . Chicago. 1930. OCLC 492768915.

## 外部連結
- Presidentsusa.net articles – "Other" Presidents
- United States House of Representatives article – The Articles of Confederation